# Aleksandr Vasiljev
Aleksandr Vasiljev, född den 26 juli 1961, är en vitrysk före detta friidrottare som tävlade i häcklöpning. Under sin aktiva karriär representerade han Sovjetunionen.
Vasiljevs främsta merit kom vid EM 1986 där han blev silvermedaljör efter tysken Harald Schmid på 400 meter häck.

## Personliga rekord
- 400 meter häck - 47,92 från 1985